# Sudare
Sudare (簾 hay すだれ (Liêm)) là một loại bình phong của Nhật Bản.Sudare còn có cách gọi khác là misu (御簾 hay みす (Ngự Liêm)). Sudare thường được làm từ các nguyên liệu thiên nhiên như gỗ, tre và các nguyên liệu khác, sau đó được tách sợi và nhuộm lên. Chúng có thể cuộn lên, hay gấp lại rất thuận tiện. Yoshizu, loại bình phong không được treo lên và là một biến thể khác của Sudare, được là từ cây bông lau và cũng được coi là một loại bình phong.

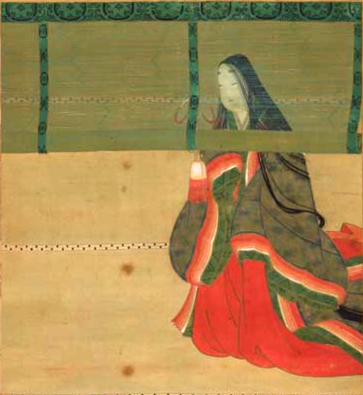
Nữ văn sĩ Sei Shōnagon đứng đằng sau tấm bình phong misu

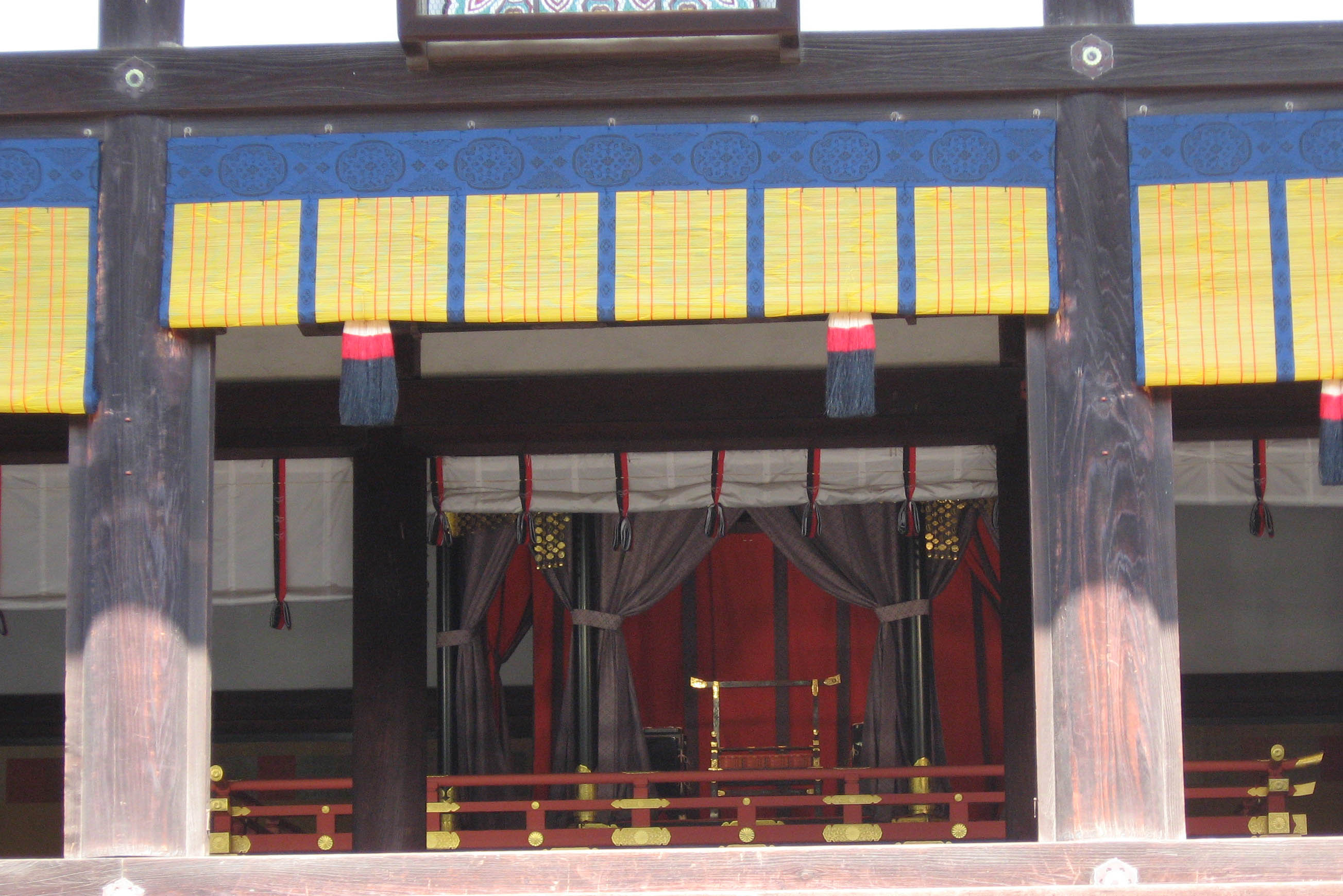
Bình phong misu treo bên ngoài ngai vàng trong Hoàng cung Shishin-den của Hoàng cung Kyoto

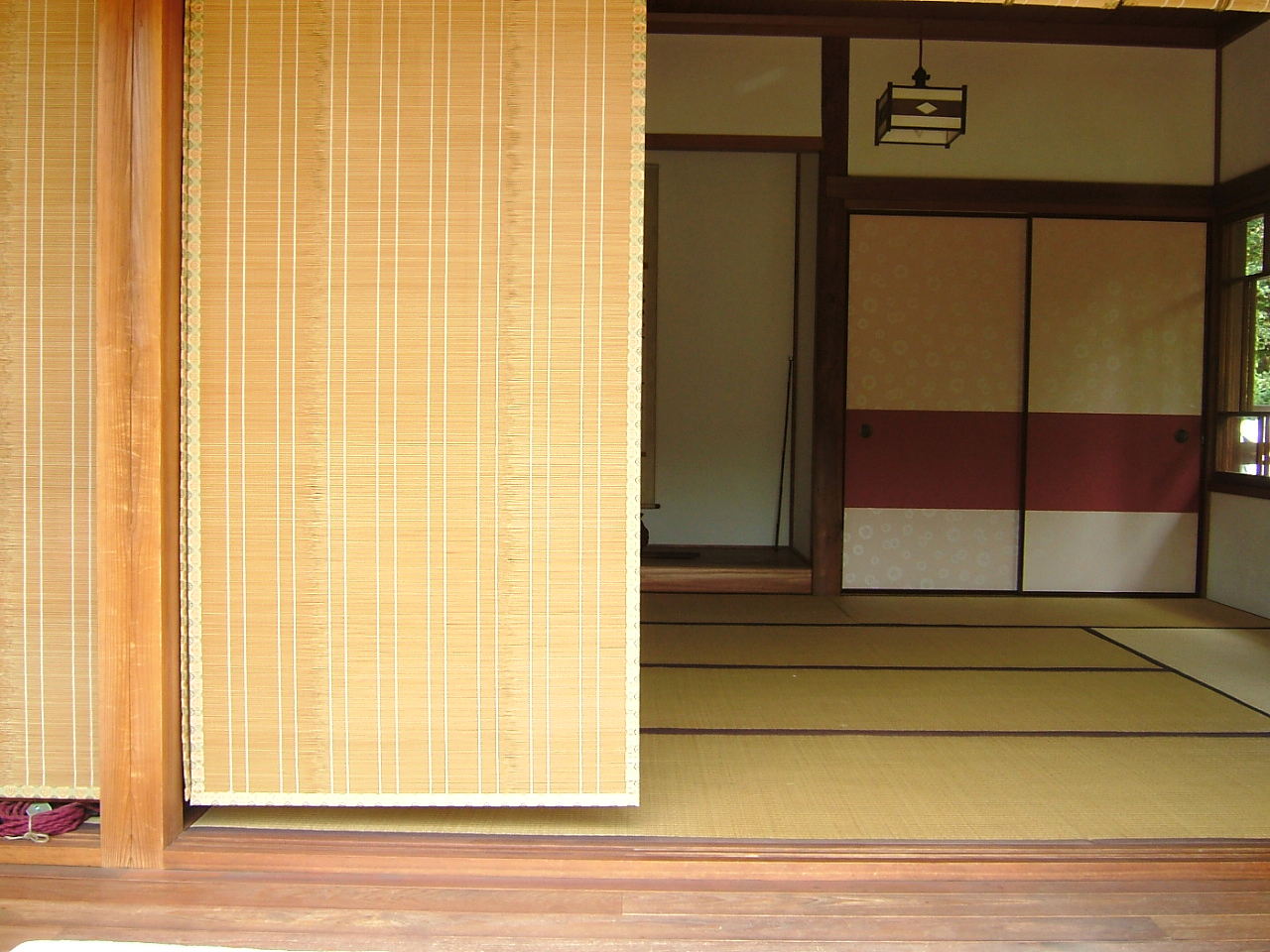
Sudare cho tầng lớp bình dân.

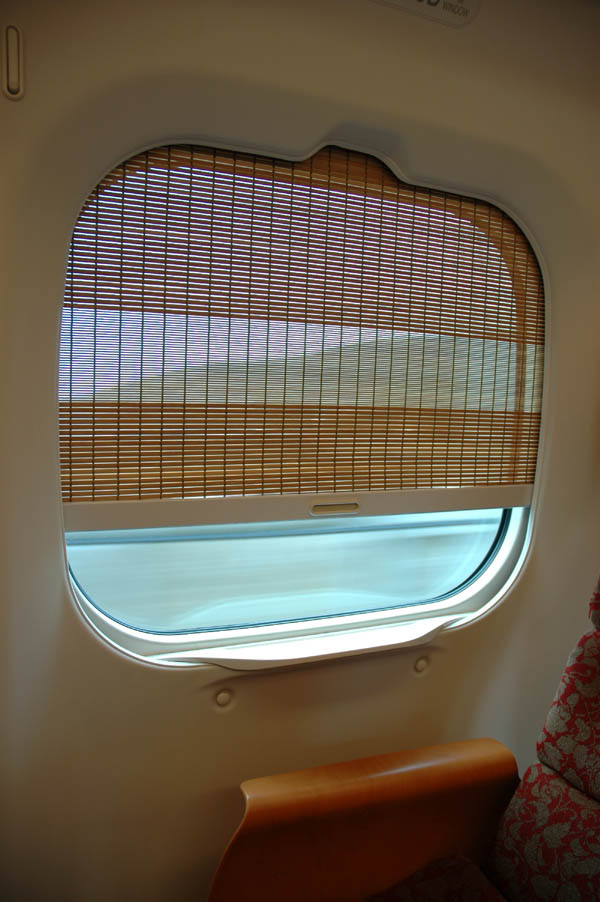
Sudare được treo trên cửa sổ của một con tàu.

Sudare đã được sử dụng trong nhiều ngôi nhà của Nhật Bản để che chắn mái hiên và các khe hở khác trong ngôi nhà để bảo vệ căn nhà khỏi ánh sáng mặt trời, mưa và côn trùng. Chúng thường được sử dụng vào mùa xuân và mùa thu. Cấu trúc của Sudare cho phép gió lùa vào bên trong, thích hợp cho thời tiết mùa hè của Nhật Bản. Vì nguyên liệu sản xuất rất dễ tìm, nên sudare thường được bán với giá rẻ.
Sudare được treo trong các cung điện và biệt thự sử dụng loại tre chất lượng cao, lót bên trong là lụa và vàng. Đôi khi Sudare được thêu lên các bức tranh ở mặt trong; điều này cũng giống như các tấm bình phong Trung Quốc cũng có các bức tranh được vẽ ở bên ngoài.

## Công dụng

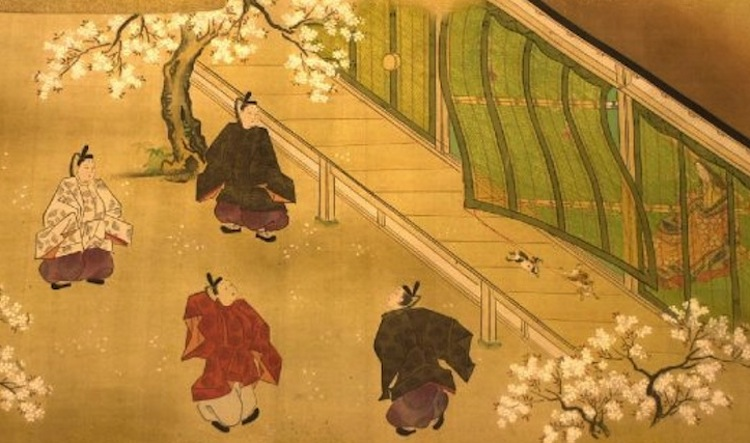
Sudare nhìn từ bên ngoài.
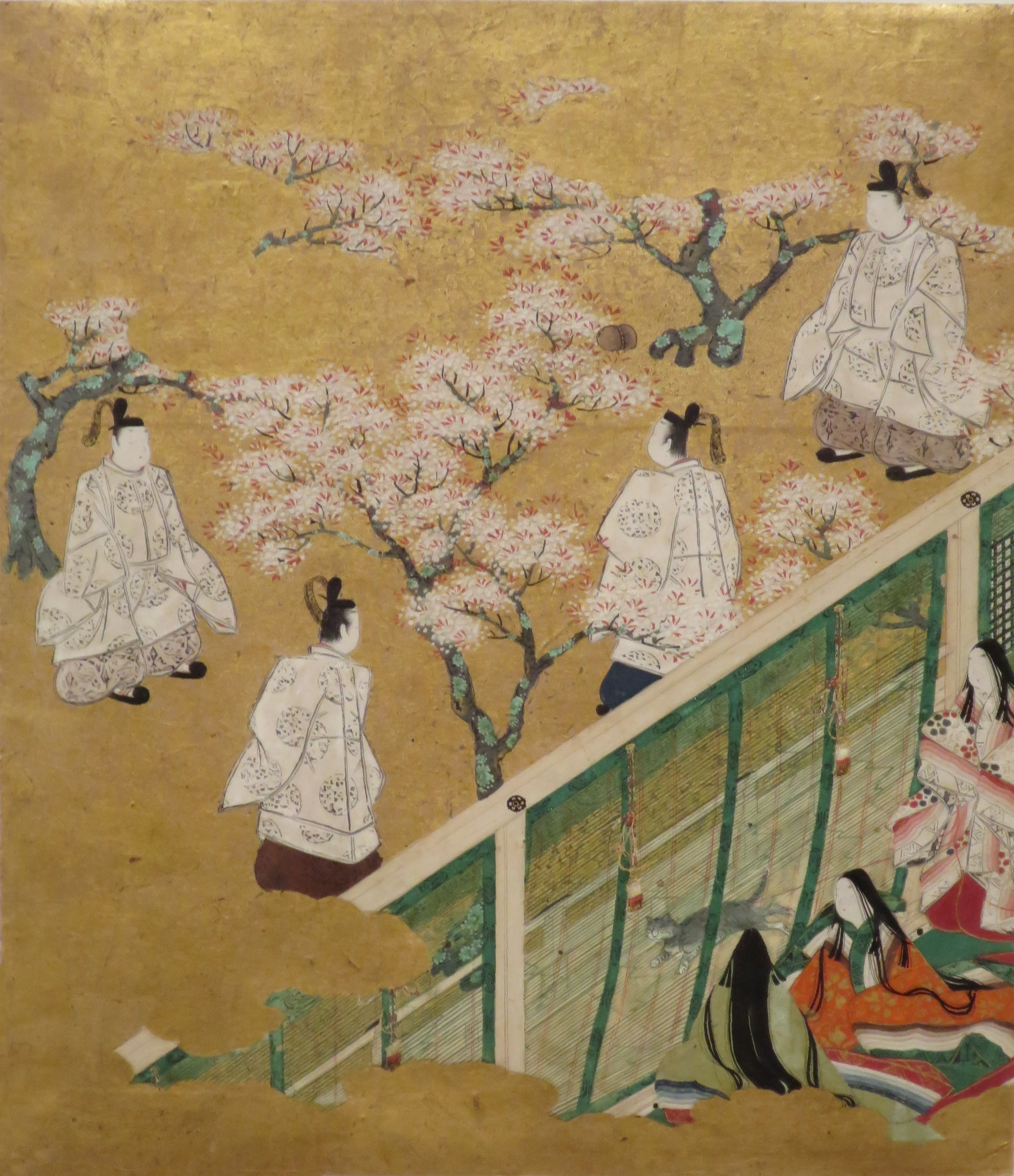
Một cảnh trong Truyện kể Genji

Vào thời xa xưa, Sudare không chỉ bảo vệ ngôi nhà khỏi các yếu tố thời tiết khắc nghiệt, mà còn bảo vệ những người sinh sống trong đó, đặc biệt là phụ nữ khỏi con mắt của người ngoài. Điều này đã được khắc họa trong Truyện kể Genji. Trong thời kỳ Heian, phụ nữ trong Hoàng cung sẽ ngồi sau tấm bình phong khi nói chuyện với một người đàn ông bên ngoài. Họ có thể nhìn qua nó và thấy người đối diện, nhưng những người nói chuyện với họ phải ở cách xa nó và họ không thể nhìn thấy người phụ nữ đó. Những người đàn ông khi trò chuyện với 1 người phụ nữ, họ chỉ có thể bước lại gần khi người phụ nữ ấy cho phép và chỉ có người đó mới được nâng tấm bình phong lên. Bất kỳ động thái không chính đáng nào về phía người đàn ông đều được coi là trái với lễ tiết nam nữ và xâm phạm đến danh dự của người phụ nữ đó.
Do đó, Sudare cũng được sử dụng trong Hoàng tộc. Mọi người khi ấy cho rằng, việc nhìn thẳng vào Thiên hoàng  bị cấm,thay vào đó, Thiên hoàng sẽ ngồi sau một tấm Sudare và mọi người chỉ được nhìn thấy đôi giày của ông. Phong tục này dần bị bãi bỏ khi quyền lực Thiên hoàng bị suy giảm.

## Sử dụng trong thời hiện đại
Trong thời  hiện đại, việc sản xuất sudare đã suy giảm và trở thành một nghề thủ công truyền thống, nhưng chúng vẫn được bán và vận chuyển ra nước ngoài bởi các công ty khác nhau. Chúng được dệt trên khung dệt, và bây giờ chúng được sản xuất thành nhiều loại sản phẩm.

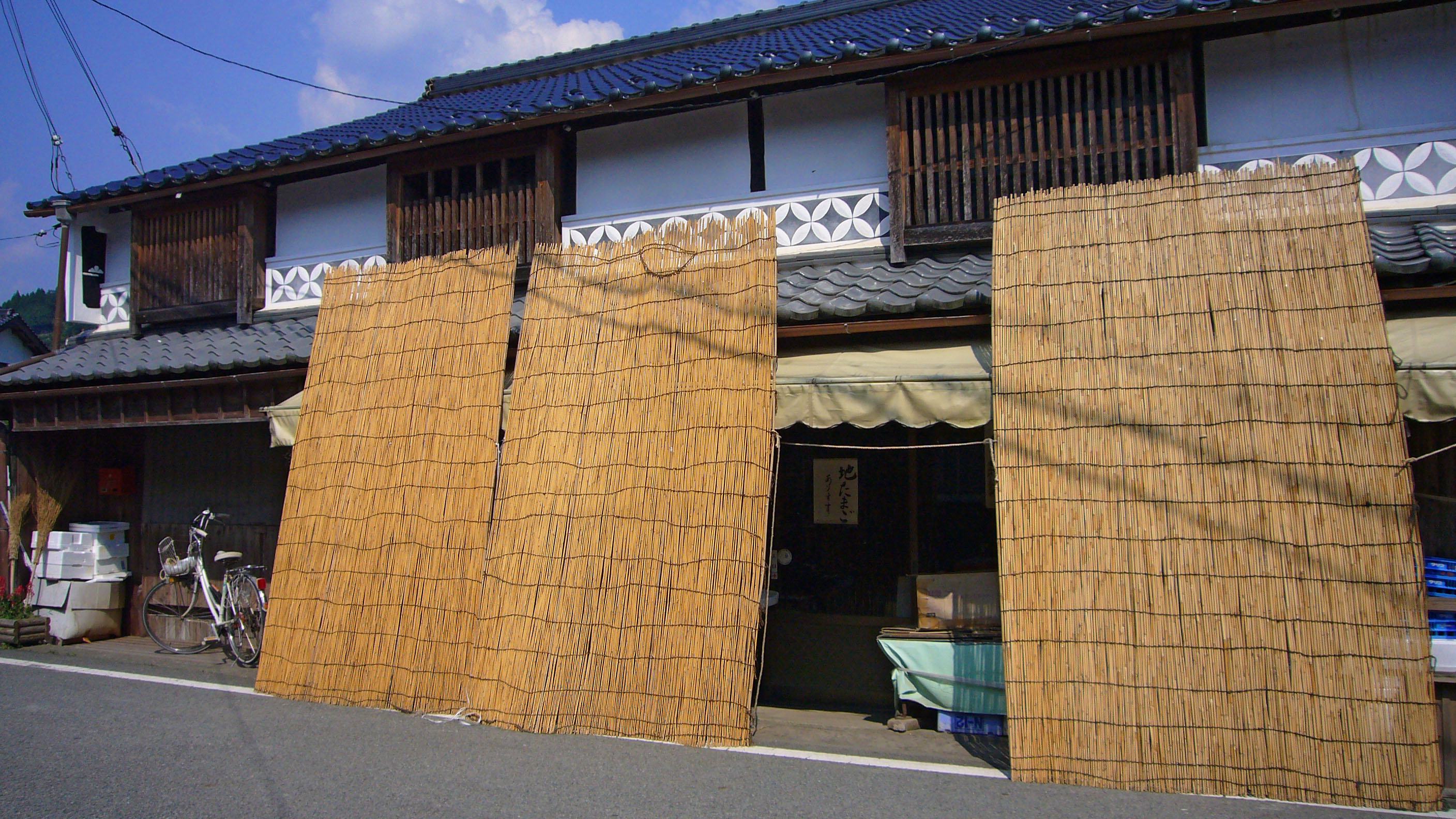
Bình phong yoshi sudare (hoặc yoshizu) được bày bán bên ngoài một cửa hàng ở tỉnh Hyōgo

## Bộ sưu tập

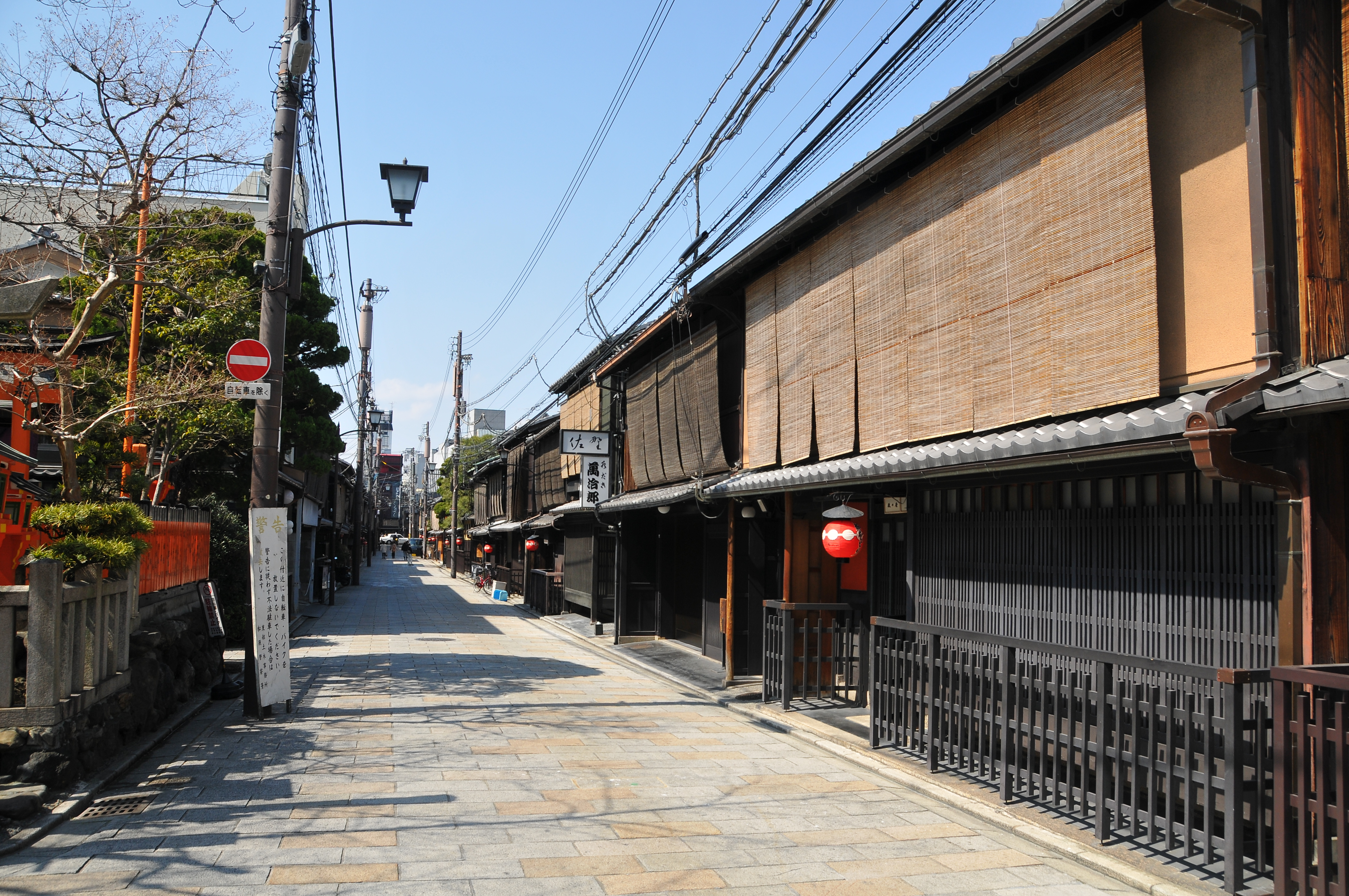
Sudare trên đường phố của Kyoto.
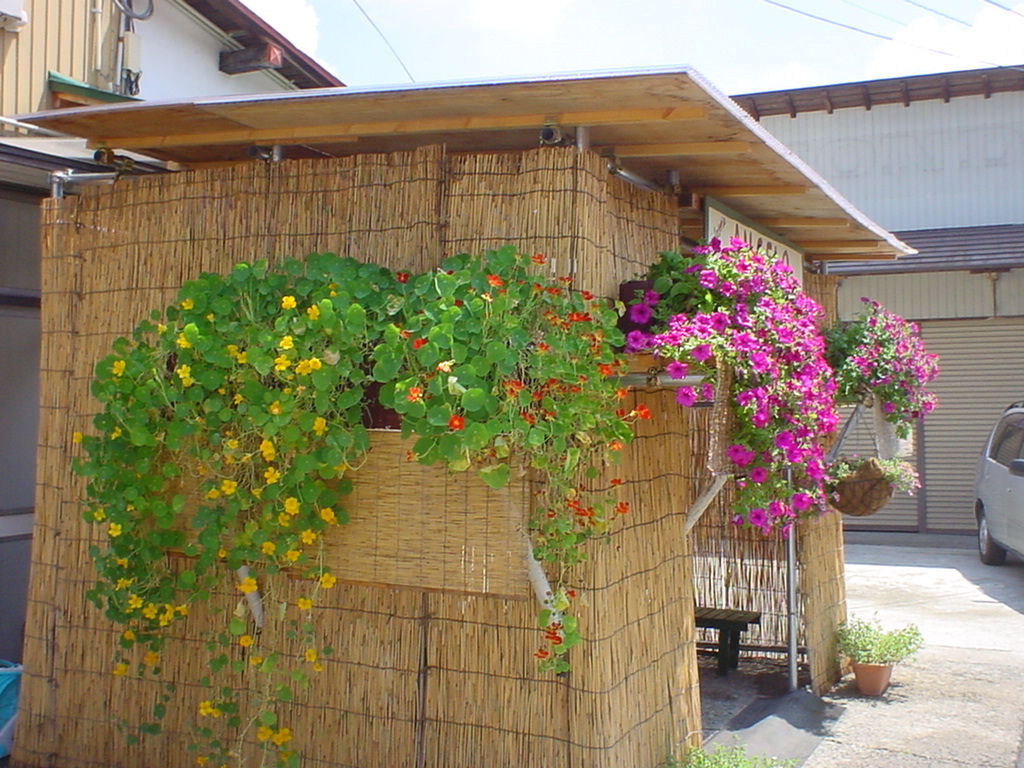
Ngôi nhà là từ Yoshi Sudare.
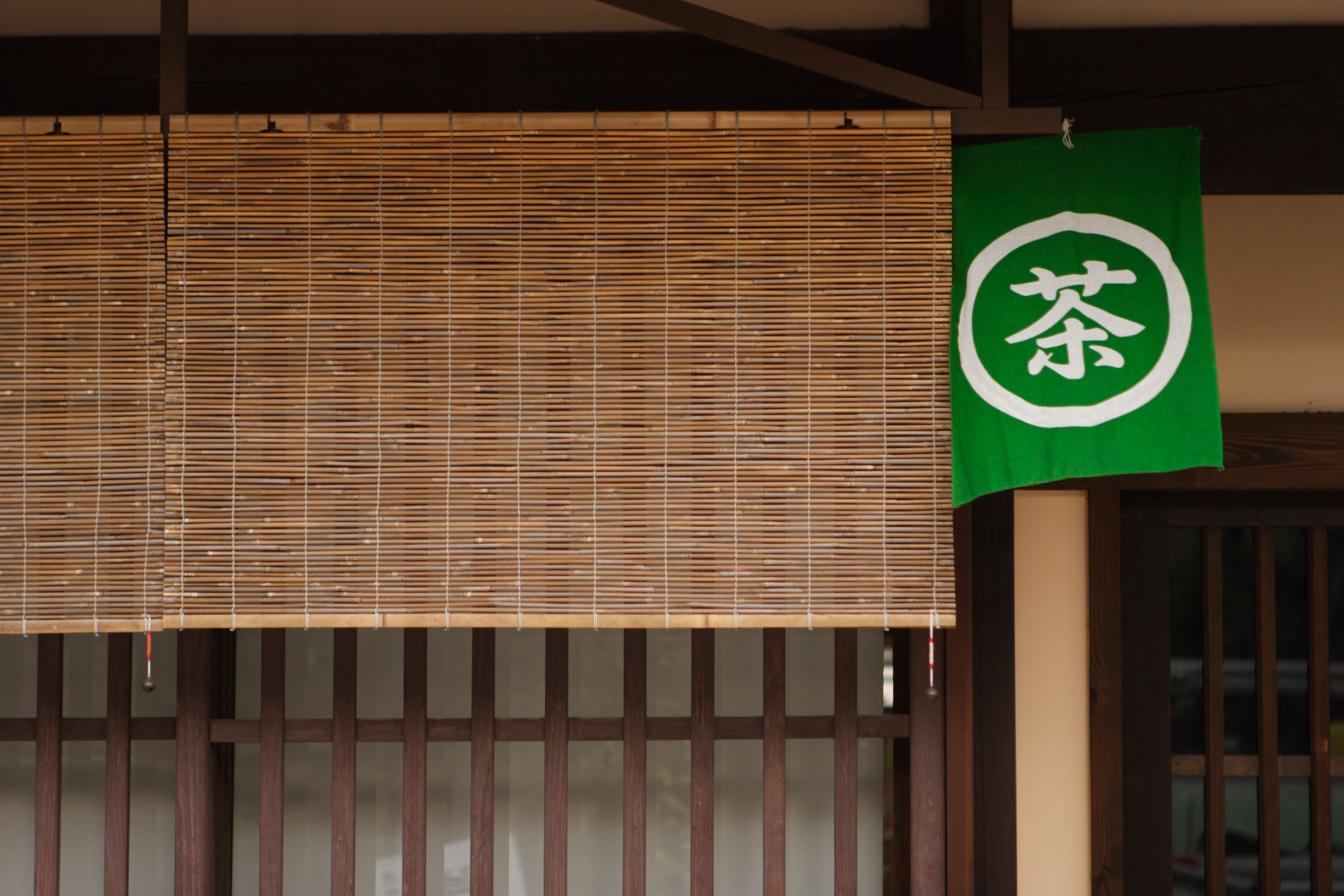
Sudare được treo trước 1 quán trà.
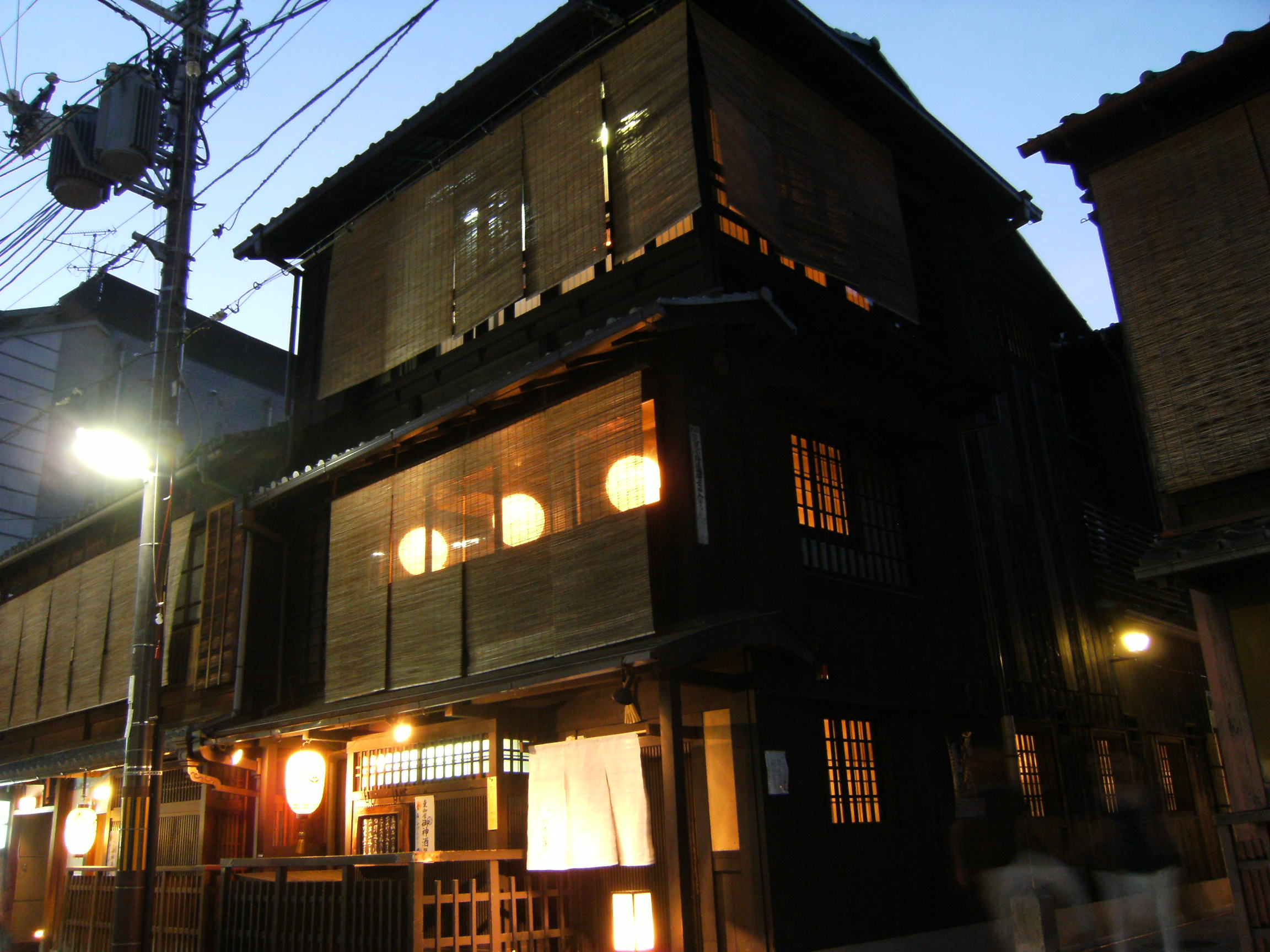
Sudare treo trên một machiya ba tầng vào lúc hoàng hôn.